# Proriedelia petiolata
Proriedelia petiolata är en tvåvingeart som beskrevs av Louis-Paul Mesnil 1953. Proriedelia petiolata ingår i släktet Proriedelia och familjen parasitflugor.
Artens utbredningsområde är Myanmar. Inga underarter finns listade i Catalogue of Life.